# 장순흥
장순흥(張舜興, 1954년 5월 6일 ~ )은 대한민국의 과학자이자 부산외국어대학교 총장이다.
특히, 박근혜 정부의 원전 정책을 총괄했던 인물로 대한민국 원자력계의 요직을 거친 인물이다.

## 학력
- 1972년 : 경복고등학교 졸업
- 1976년 : 서울대학교 원자력공학 학사
- 1979년 : 미국 매사추세츠 공과대학교 원자력공학과 석사
- 1981년 : 미국 매사추세츠 공과대학교 원자력공학과 박사

## 경력
- 2023년 5월 - 2025년 4월 : 국가교육위원회 중장기 국가교육발전 전문위원회 위원장
- 2022년 10월 - 현재 : 부산외국어대학교 총장
- 2020년 3월 - 2024년 3월 : 울산대학교 이사(개방이사)
- 2017년 11월 - 2020년 1월 : 국민안전안심위원회 위원
- 2016년 1월 - 2016년 6월 : 제 66회 유엔 NGO컨퍼런스 조직위원장
- 2015년 1월 - 현재 : 한국공학한림원 감사
- 2014년 12월 - 현재 : 경북창조경제혁신센터 이사장
- 2014년 11월 - 현재 : 대한적십자사 중앙위원
- 2014년 6월 - 현재 : 한국사학진흥재단 재난안전관리위원회 위원
- 2014년 2월 - 현재 : 한국대학교육협의회 대학간 창조적 협력 개발 추진위원회 위원장
- 2014년 2월 - 2022년 2월 : 한동대학교 총장
- 2013년 11월 - 현재 : 창의재단 '미래세대를 위한 과학(기술/공학) 교육' 자문위원회
- 2013년 9월 - 2015년 1월 : 국가과학기술자문회의 위원
- 2013년 5월 - 2017 : 한국 원자력안전전문위원회 위원장
- 2013년 4월 - 현재 : 한국과학창의재단 비상임이사
- 2013년 1월 - 2013년 2월 : 제 18대 박근혜 대통령 당선인 인수위원 교육과학분과 위원
- 2012년 12월 - 2013년 11월 : 한수원 원자력정책자문위원회 위원
- 2012년 9월 - 2014년 : 신형원자로 연구센터 소장
- 2012년 5월 - 2013년 12월 한국전력 한국전력국제원자력대학원대학교(KINGS) 대학발전 자문위원
- 2012년 5월 - 2012년 12월 : 한국전기학회 최고자문위원
- 2012년 3월 - 2016년 3월 : 학교법인 울산공업학원 이사
- 2012년 1월 - 2013년 5월 : 한국원자력안전기술원 비상임 이사, 의장 (2012년 2월 - 2013년 5월)
- 2011년 11월 - 2012년 2월 : 일본 정부 후쿠시마 원전사고 자문위원회 국제자문위원
- 2011년 9월 - 2012년 8월 : 한국원자력학회(KNS) 회장
- 2011년 5월 - 2014년 5월 : (사)한국원자력아카데미 이사
- 2010년 9월 - 2011년 8월 : 한국원자력학회(KNS) 수석부회장
- 2010년 8월 - 2014년 : KUSTAR-KAIST 교육연구원장
- 2010년 - 종료 : 국가핵융합위원회 위원
- 2009년 9월 - 2011년 12월 : 한국 원자력안전위원회 위원
- 2009년 4월 - 2010년 2월 : 미래지속가능에너지위원회 위원 (한국과학기술한림원)
- 2009년 - 2010년 : 대한민국 녹색성장위원회 과학기술계 위원
- 2008년 - 2010년 : 대한민국 교육과학기술부 정책자문위원회 원자력분과 위원장
- 2008년 - 2010년 : 한국전자통신연구원(ETRI) 자문위원
- 2007년 - 2012년 : 한동대학교 이사(2007~), 이사장대행(2009년), 이사장(2010년 - 2012년 2월)
- 2006년 8월 - 2010년 7월 : 한국과학기술원 교학부총장
- 2006년 5월 - 현재 : 미국 ANS Fellow
- 2006년 2월 - 2007년 2월 : 한국과학기술한림원 출판홍보위원
- 2005년 11월 - 2006년 8월 : 한국과학기술원 대외부총장
- 2005년 3월 - 2008년 2월 한국과학기술단체총연합회 이사 (15대), 국제협력 위원회 위원
- 2005년 2월 - 2005년 10월 : 한국과학기술원 기획처장
- 2004년 6월 - 2008년 6월 : 미국, ANS Nuclear Technology 부편집장
- 2004년 1월 - 현재 : 한국공학한림원 정회원
- 2003년 11월 - 현재 : 한국과학기술한림원 정회원
- 2003년 4월 - 2004년 7월 : 한국과학기술원 교무처장
- 2001년 9월 - 2003년 : 원자력안전전문위원회 위원
- 2001년 6월 - 2003년 3월 : 한국과학기술원 기획처장
- 1998년 5월 - 1999년 6월 : 국가과학기술자문 회의 위원
- 1997년 8월 - 2003년 : 대한민국 원자력안전위원회 위원
- 1994년 - 종료 :  OECD/NEA 안전위원회 위원
- 1993년 - 1997년 : 원자력위원회 안전전문위원
- 1992년 9월 - 1999년 : 국제원자력기구 안전자문단(INSAG) 위원
- 1988년 1월 - 1990년 : 한국과학기술원 원자력공학과 주임교수
- 1987년 1월 - 1987년 12월 : Chalk River Nuclear Lab. (Canada) 초청 연구
- 1987년 - 1992년 : 국제학술지 "System Safety & Reliability Engineering" 편집위원
- 1982년 9월 - 현재 : 원자력안전기술원 자문위원 및 안전심의 위원
- 1982년 7월 - 2014년 : 한국과학기술원 원자력 및 양자공학과 교수 (2013년 4월 - 2014년 : Bently 석좌교수)
- 1981년 6월 - 1982년 6월 : Bechtel Power Corporation (U.S.A) 핵공학부 안전해석 Staff
- 1979년 9월 - 1981년 5월 : 매사추세츠 공과대학교 강의조교
- 1978년 1월 - 1979년 8월 :  매사추세츠 공과대학교 연구조교

## 상훈
- 1989년 : 제 1회 원자력열수력학 및 운전에 관한 학술상
- 1994년 : 미국원자력학회 우수논문상
- 1995년 : 과학기술단체총연합회 과학기술 우수논문상
- 1996년 : 한국과학기술원 연구 창의상 (개원 25주년 기념)
- 2003년 : 대한민국 정부포상 홍조근정훈장[1]
- 2003년 : ANS 학술상 수상 (아시아 최초)
- 2004년 : KNS 우수논문상 (수소 연소제어를 위한 소염망 냉각 모델 평가)
- 2008년 : 엘스비어 선정, '열 및 물질 전달' 분야에서, 2002년부터 2005년까지 4년간 최다 인용 논문 선정[2]

- 2011년 : KNS학술발표회 우수논문상 (A Qualitiative Study on Low Public Acceptance of Nuclear Power in Terms of Communication Problems)
- 2013년 : KNS학술발표회 우수논문상 (An Experimental Study on Onset fo Flow Instability for Downward Flow within Narrow Rectangular Channels)

- 2014년 : 대한민국 과학기술훈장 창조장[3]
- 2017년 : 자랑스런 전문인선교 대상

## 업적
- 1995년, 안전감압장치를 개발하여, 한국전력과 미국 컨버스천 엔지니어링의 반대에 맞서, 한국표준형원전에 안전감압장치의 설치를 주장하였다. 원자력발전소에 있어서 안전감압장치는 원자로에 물을 넣고 뽑는데 필수적인 장치이며, 중대사고를 완화하는데 절대적인 장치라고 강조하였다. 결국에는 한국전력이 장순흥 교수의 주장을 받아들여 안전감압장치가 적용된 발전소의 설계를 다시하였고, 이때부터 영광 3,4호기의 감압밸브를 '장순흥 밸브'라고 부르기 시작했다.[4]
- 2002년, 최초의 한국 독자 원자로 노형인 'APR1400'의 표준설계인증때 원자력안전전문위원회의 안전위원장으로서 원자로의 기술과 안전성에 대한 평가를 총책하였다.[5]
- 2009년, KAIST가 UAE의 칼리파 과학기술연구대학(KUSTAR, Khalifa University of Science, Technology and Research)의 교육과 연구의 성장에 적극적인 협력과 지원을 한다는 사항을 한국과 UAE간 원전수출 계약 당시 양국의 합의사항으로 포함시켜야 함을 주장하여, 성공적인 원전 수출에 공헌하였다. 이에, 2011년 KAIST와 KUSTAR는 공동연구 진행을 위한 양해각서를 체결하였다.[6]
- 2012년 2월, 일본 후쿠시마 원전사고 조사위원회 국제자문위원으로 후쿠시마 원자력발전소를 방문하였다. 일본 정부와 운영기관인 도쿄전력이 합동으로 비상대책센터를 구성해 명령체계가 복잡해지고 혼선을 빚었던 점, 일본 정부가 노심용융 인정에 늑장을 부려 자국민과 세계에 불안감을 증폭시킨 점, 정보공개가 미흡했던 점 등이 사고 피해와 사회적 혼란을 키웠다고 지적하였다. 또한, 사고 초기에 원자로와 격납용기 사이를 바닷물로라도 일찍 채웠다면 사태 확산을 막을 수 있었을 것이라고 주장하였다.[7]
- 2012년 8월, 한국원자력학회의 회장으로서 미국 마이크로소프트 창업자인 빌게이츠 테라파워 회장과 차세대 원자로 개발에 대한 협력을 체결하였다.[8] 2013년에는 빌게이츠를 한국에 초대하여, 함께 청와대를 방문하여 제4세대 원전 개발의 공동추진 방안 등을 논의하였다.[9]
- 2022년 12월, 부산외국어대학교 총장으로서 라파엘 마리아노 그로시(Rafael Mariano Grossi) 국제원자력기구(IAEA) 사무총장에게 원자력의 평화적 이용을 통한 세계평화 확산과 인류번영 증진에 기여한 공로를 인정하여 명예 국제정치학박사 학위를 수여했다.
- 2023년 3월, 부산외국어대학교 총장으로서 대학 구성원들의 건강을 위해 ‘야식보다 건강한 조식’이라는 무료 조식 행사를 기획해 학기 중 오전 8시부터 9시까지 1시간 동안 학생식당에서 밥, 국 외 반찬 3종으로 구성된 식사가 제공되며 구성원들이 모임, 회의 등 아침 식사를 통해 시간을 활용하며 특히 학생을 섬기는 문화가 교내에 널리 퍼졌다.
- 2023년 3월, 부산외국어대학교 총장으로서 교육과정 개편을 통해 부산지역 최초로 2023년부터 모듈형 교육과정을 전면 도입해 전공 간의 경계가 없지만 오히려 전공 간 연계성이 높아진 양질의 교육을 제공할 계획이며 모든 학생들이 폭넓은 시각으로 문제를 해결하고 미래사회에서 요구하는 융합 역량을 갖춘 인재로 성장하고 있다.
- 2023년 4월, 부산외국어대학교 총장으로서 2030 부산 엑스포 유치 실사단 방문 행사에 적극적인 지원에 나서 국제박람회기구(BIE) 실사단 환영 행사를 위해 일반 학생 350여 명과 약 40개국에서 온 외국인 유학생 150여 명이 자발적 참여를 통하여 행사에 참여했으며, 특히 32명의 외국인 유학생들로 구성된 부산외대 다문화 합창동아리 학생들은 각 국가의 전통 의상을 입고 참여하여 실사단을 환영하는 퍼포먼스를 선보였다.
- 2023년 11월, 부산외국어대학교 총장으로서 아프다고 결석하는 것이 아닌 아프면 학교에 가자! 라는 마음으로 학생을 최우선으로 생각하여 부산 경남 최초로 교내 부속 의원인 '보아스 메디컬 클리닉'을 개원하여 내과, 외과, 정형외과, 피부과, 비뇨기과 등 다양한 진료과목을 운영하며, 비상약품 지급 등 보건 진료 및 예방접종도 캠퍼스 내에서 원스톱으로 해결할 수 있다.
- 2023년 11월, 부산외국어대학교 총장으로서 2030 부산세계박람회 유치 지원과 국제교류를 목적으로 국내 유일로 대학 출장단과 함께 프랑스로 떠났으며 주한 피지 명예총영사로서 남태평양 도서국을 대상으로 홍보 활동 및 네트워크 구축에 나서 부산외대의 인적·물적 자원을 활용하여 2030 부산세계박람회 유치를 위한 홍보 및 지원 활동을 펼쳤다.

## 저서
- 장순흥《임계열유속》(1997)
- 장순흥, 백원필《원자력안전》(1998)
- 공저 《Nuclear Power Plant》(2012)
- 공저 《공학이란 무엇인가》(2013)
- 장순흥 《카이스트 혁신, 10년》(2019, 글마당)
- 장순흥 《가지 않은 길》(2019, 글마당)
- 장순흥 《장순흥의 교육》(2022, 푸른들녘)